# Lilla Rävtjärnen
Lilla Rävtjärnen är en sjö i Lekebergs kommun i Närke och ingår i Norrströms huvudavrinningsområde.